# Sin City (Comic)
Sin City ist der Titel einer Comicreihe von Frank Miller, die von April 1991 bis Juni 1992 in dreizehn Bänden bei Dark Horse Comics erschienen ist. In einem Film-noir-ähnlichen Stil illustriert, erzählt die Comicreihe von Gesetzlosen und Prostituierten in der fiktiven Stadt Basin City. Verschiedene andere Geschichten des Autors spielen ebenfalls hier.

## Handlungsüberblick
Die Handlung der in Basin City spielenden Geschichten ist sehr komplex gegliedert, einige gehören in nicht der Veröffentlichung entsprechender Reihenfolge zusammen, andere sind völlig separat und wieder andere erzählen nur begrenzt für die „Haupthandlung“ bedeutende Vorgeschichten.
Der Rote Faden eines Großteils der Geschichte ist die Suche des Anti-Helden Marv nach denjenigen, die ihm den Mord an der Prostituierten Goldie in die Schuhe schieben wollen, die er nach der ersten Liebesnacht tot in ihrem Bett vorfindet.

## Entstehungsgeschichte
Frank Miller schrieb den ersten Band ursprünglich als Fortsetzungscomic unter dem Titel Sin City im Comicmagazin Dark Horse Presents (Ausgaben 51 bis 62) und im so genannten 5th Anniversary Special (Juni 1991 bis Juni 1992). Die Geschichte wurde von Kritikern und Fans hoch gelobt und ausgezeichnet, so dass im Frühjahr 1993 eine gebundene Version unter dem Titel The Hard Goodbye auf den Markt kam.
Sin City war mittlerweile der Oberbegriff einer ganzen Reihe von Kurz- und Fortsetzungsgeschichten sowie mehreren längeren Comics geworden, die Miller viele weitere Preise einbrachte und schließlich in dreizehn Bänden veröffentlicht wurde.

## Auszeichnungen
- Sin City wurde insgesamt elf Mal mit dem renommierten Eisner Award ausgezeichnet.
- Frank Miller erhielt für seine Leistung den National Cartoonists Award.
- Auf der Frankfurter Buchmesse 2006 wurde der Comic als „Bester Internationaler Comic“ mit dem Sondermann-Preis gewürdigt.

## Stil und ähnliche Reihen
Als Teil der Untergenres Hardboiled und Neo-Noir-Richtung sind seit den Neunzigern weitere vergleichbare Comic-Reihen entstanden. Gewisse Ähnlichkeiten mit „Sin City“ weisen insbesondere folgende Serien auf: „Preacher“ von Garth Ennis und Steve Dillon, „Transmetropolitan“ von Warren Ellis und Darick Robertson, „Midnight Nation“ von J. Michael Straczynski sowie „Violent Messiahs“ von Joshua D. M. Dysart und Tone Rodriguez.

## Verfilmungen
2005 erschien ein auf Sin City basierender gleichnamiger Kinofilm unter der Regie von Robert Rodriguez unter Mitarbeit von Frank Miller und Quentin Tarantino. Zahlreiche bekannte Schauspieler wie Bruce Willis, Mickey Rourke und Jessica Alba treten in der von der Kritik sehr positiv aufgenommenen Verfilmung auf. Der Film behandelt die Geschehnisse in The Hard Goodbye (Band 1), The Big Fat Kill (Band 3) und That Yellow Bastard (Band 4) entsprechend der originalen amerikanischen Lesart. Die Verfilmungen weiterer Fortsetzungen sollen die Bände A Dame To Kill For (Band 2) und Hell And Back (Band 7) thematisieren. Am 18. September 2014 startete Sin City 2: A Dame to Kill For in den deutschen Kinos.

## Sin Cityim deutschsprachigen Bereich
In Deutschland erschien Sin City ab 1994 beim Carlsen Verlag. Nach sieben Bänden wechselte die Serie 1999 zum Verlag Schreiber & Leser. Hier erschienen weitere fünf Bände. Mittlerweile sind alle Bände vergriffen. Durch die begrenzte Auflage, die vorsichtige Vermarktung und die für den europäischen Markt dieser Zeit typischen Vorbehalte gegenüber brutalen Comics war Sin City im deutschsprachigen Raum lange Zeit einer eher kleinen Gruppe von Fans vorbehalten.
Der Kleinverlag Cross Cult hat pünktlich zur Veröffentlichung des Kinofilms eine Neuauflage herausgegeben. Die einzelnen Bände wurden wiederum neu betitelt, die Namen orientieren sich wieder näher an der US-Vorlage. Auch die Reihenfolge der Bände wurde abermals geändert. Die Titel und Reihenfolge orientieren sich nun an der 2. Auflage von Dark Horse Comics.

## Die Einzelbände
Der chronologische Aufbau der einzelnen Bände und Geschichten von Sin City ist sehr komplex, einige behaupten gar, es gäbe gar keinen. In der Tat ist der zuerst erschienene Band, The Hard Goodbye, eigentlich das Ende der Saga. Die US-amerikanische und die deutsche Veröffentlichungsreihenfolge unterscheiden sich obendrein, die deutsche ist auf sieben Bände zusammengefasst und je nach Verlag unterschiedlich betitelt. Alle bekannten Versionen sind hier separat aufgeführt.

### Amerikanische Ausgaben
| Originalbände 1. The Hard Goodbye 2. A Dame to Kill For 3. The Babe Wore Red and Other Stories 4. Silent Night 5. The Big Fat Kill 6. That Yellow Bastard 7. Daddy's Little Girl 8. Lost, Lonely, & Lethal 9. Sex & Violence 10. Just Another Saturday Night 11. Family Values 12. Hell and Back 13. Booze, Broads, & Bullets | Zweite Auflage (7 „books“) 1. Book: The Hard Goodbye 2. Book: A Dame to Kill For 3. Book: The Big Fat Kill 4. Book: That Yellow Bastard 5. Book: Family Values 6. Book: Booze, Broads, & Bullets 7. Book: Hell and Back |

### Deutsche Ausgaben
| Deutsche Bände bei Carlsen 1. Engelsduft 2. Die Stunde des Wolfes 3. Eine Frau, für die man tötet 4. Die Rechnung kommt am Schluss 5. Big Fat Kill 6. Der Weg zur Hölle 1 7. Der Weg zur Hölle 2 Deutsche Bände bei Schreiber und Leser 1. Rote Lippen, Blaue Bohnen 2. Family Values 3. Hell and Back 1 4. Hell and Back 2 5. Hell and Back 3 | Deutsche Bände bei Cross Cult 1. Stadt ohne Gnade 2. Eine Braut, für die man mordet 3. Das große Sterben 4. Dieser feige Bastard 5. Familienbande 6. Bräute, Bier und blaue Bohnen 7. Einmal Hölle und zurück |

Buch 6 – Booze, Broads, & Bullets enthält 11 Kurzgeschichten, die zum Teil auch einzeln als Paperback erschienen sind:
- „Just Another Saturday Night“ – Eine Episode aus Marvs „Arbeitsalltag“
- „Fat Man and Little Boy“ – Eine Episode über Mr. Klumb and Mr. Shlubb
- „The Customer is Always Right“ – Die Vorlage für den Prolog des Films
- „Silent Night“ – Eine weitere Episode aus Marvs „Arbeitsalltag“
- „And Behind Door Number Three …“ – Episode über die Girls von Old Town
- „Blue Eyes“ – Erstes Erscheinen von Delia
- „Rats“ – In Sin City gibt's auch Nazis
- „Daddy's Little Girl“
- „Wrong Turn“ – Eine weitere Delia-Story
- „Wrong Track“ – Eine kürzere Geschichte mit Delia
- „The Babe Wore Red“ – Dwight hat mit besagtem Babe zu tun

### Chronologie
Fast alle Ereignisse aus den Sin City Bänden fallen in einen engen Zeitraum von wenigen Monaten, und zwischen den einzelnen Episoden gibt es immer wieder Momente, in denen sich quasi bandübergreifend die Leben der Protagonisten überschneiden. Aus diesen Überschneidungen lässt sich eine Chronologie der Ereignisse ableiten und die atmosphärische Dichte des Sin City Universums besser nachvollziehen. Die Seitenzahlen beziehen sich auf die deutschen Ausgaben aus dem Cross Cult Verlag.
Dieser feige Bastard (4) ist zeitlich sehr weit gestreckt. Die Kapitel eins und zwei spielen zeitlich acht Jahre vor allen anderen in den Büchern behandelten Sin-City-Geschehnissen. Kapitel drei behandelt die acht Jahre (vgl. S. 91), während derer Hartigan in seiner Zelle nur durch Nancys Briefe seinen Lebenswillen behalten kann. Die Kapitel vier bis sechs schließlich sind dann die konzentrierten Ereignisse des Tages, an dem Hartigan freikommt, Nancy rettet und sich am Ende selbst richtet. Da sowohl Lucille (S. 102 ff.) und Kevin (S. 193) aus Band 1 als auch Mort aus Band 2 (S. 119/120) noch leben, findet dieser ereignisreiche Tag vor den Ereignissen der ersten beiden Bände statt. Wenn man Shellies Aussage auf Seite 171 in Eine Braut, für die man mordet Glauben schenken darf, dann ist ihre erste Begegnung mit Dwight bereits „sechs Monate“ her, so dass diese in Dieser feige Bastard auf Seite 125 im Hintergrund geschilderte Szene und somit auch der gesamte Plot der letzten drei Kapitel dieses Bandes ein halbes Jahr vor den Ereignissen der Bände 1 und 2 liegen.
Ein ganz normaler Samstagabend (aus 6) findet gleichzeitig zum fünften Kapitel aus Dieser feige Bastard statt. Wieder einmal überlappen sich die Geschichten zweier Bücher im Kadies, als Marv auf Seite 12 ein wenig verwirrt das Wiedersehen von Nancy und Hartigan zur Kenntnis nimmt.
Stille Nacht (aus 6) Außer dass Marv lebt und Fat Man offensichtlich Angst vor ihm hat, gibt es hier wenige Parallelen zu den anderen Geschichten. Die Schuhe Fat Mans auf Seite 39 sehen noch sehr gut aus, so dass dieses Ereignis wahrscheinlich vor Fat Man und Little Boy stattfand.
Eine Braut, für die man mordet (2) beginnt zeitlich vor den Ereignissen des ersten Bandes, um dann ab Kapitel 7 parallel zu verlaufen. Auf S. 166 ff. sieht man, wie der von Pflastern übersäte Marv im Kadies seine Suchaktion nach Goldies Mördern ins Rollen bringt, und auf Seite 178 in Kapitel 8 schließlich sieht man ihn mit Wendy auf dem Weg zur Farm brausen, um Kevin zu töten. Da weite Teile der Storyline des ersten Bandes hier auf so wenigen Seiten „geschehen“ sein müssen, wird ersichtlich, dass hier die Ereignisse der Geschichte von Band 2 gerafft erzählt werden. Das große Finale in der Villa ist zeitlich wohl ein paar Monate später zu verorten als die ersten sieben Kapitel, da Dwights Haare wesentlich länger geworden sind.
In Blue Eyes (aus 6) wird aus der jungen Frau Delia die Profikillerin Blue Eyes, die, nachdem sie ihre frühere große Liebe getötet hat, im Auftrag des Colonels arbeitet. Auf Seite 71 sieht man, wie Gail gerade das Kadies aufsucht, um Shellie zu berichten, dass Dwight noch am Leben ist, sodass diese Geschichte parallel zu Kapitel 7 von Eine Braut, für die man mordet geschieht.
Stadt ohne Gnade (1) findet zum großen Teil parallel zur zweiten Hälfte des zweiten Bandes statt. Nur die Gerichtsverhandlung und Marvs Hinrichtung sind wohl zeitlich mehr oder weniger später zu datieren.
Der Kunde hat immer recht (aus 6) muss vor dem Ende von Einmal Hölle und zurück geschehen sein, da der Colonel noch lebt.
Falsche Ausfahrt (aus 6) muss nach Blue Eyes und vor Falsches Gleis stattfinden. Delia ist bereits im Auftrag des Colonels unterwegs, um Auftragsmorde zu begehen.
Falsches Gleis (aus 6) findet direkt im Anschluss an Falsche Ausfahrt statt, da Delia hier ihr eigentliches Zielobjekt aus dieser Geschichte zur Strecke bringt – und zwar in einem Zug, der „drei Stunden“ (S. 120) nach den Ereignissen aus Falsche Ausfahrt losgefahren ist.
Einmal Hölle und zurück (7) ist nicht nur der dickste aller Sin City Bände, sondern durch die völlig anderen Hauptcharaktere auch der am wenigsten mit den anderen Bänden verbundene. Da im Laufe der Geschichte sowohl Delia als auch der Colonel zu Tode kommen, muss sich Einmal Hölle und zurück nach den Delia-Kurzgeschichten und der Colonel-Kurzgeschichte aus Bräute, Bier und blaue Bohnen (6) begeben. Da Manute bei seinem Auftritt auf Seite 102 ff bereits sein falsches Auge besitzt und „freischaffend“ arbeitet, muss diese Geschichte zwischen Band zwei und drei (in dessen Verlauf Manute ganz am Ende stirbt) angesiedelt sein.
Bei der Nonne aus Die Braut trug rot (aus 6) handelt es sich nicht um Wendy oder gar Goldie, denn der bereits umoperierte Dwight hätte sie dann aus ihrer gemeinsamen Begegnung in Eine Braut, für die man mordet wiedererkennen müssen (S. 154 ff.). Stattdessen setzt er Fat Man und Little Boy ordentlich zu, die sich an diese schmerzhaften Erlebnisse in Familienbande (S. 15 ff.) Revue passieren lassen. Dies geschieht auf der Farm (S. 145), die zum Verkauf steht, so dass Roark Junior und Kevin bereits tot und die Dinge, die auf der Farm geschehen sind publik sein müssen.
Fat Man und Little Boy (aus 6) ist eine kurze Episode aus dem Leben der beiden Auftragskiller, die auf Grund diverser Misserfolge in den Geschichten Dieser feige Bastard, Die Braut trug rot und Stille Nacht (und evtl. auch noch Familienbande) inzwischen ziemlich heruntergekommen sind. Wer der auf Seite 26 erwähnte Mordzeuge ist, den die beiden nicht erledigen konnten, ist nicht zweifelsfrei zu klären, aber wenn es sich um Dwight (in Die Braut trug rot) handelt, dann ist die hier geschilderte Gefolgsamkeitsprobe umso eingängiger, da Wallenquist sie aus dem Gefängnis herausholen musste und es sich auch leisten kann, auf eine wie hier geschilderte Art und Weise auszutesten, ob Fat Man und Little Boy nun noch nützlich oder doch eher eine auszuschaltende Schwachstelle sind. Infolge des nicht bestandenen Tests versuchen die beiden in Familienbande, sich bei der Mafia, also der Konkurrenz Wallenquists, anzubiedern, indem sie ihnen Dwight ausliefern.
Familienbande (5) findet auf jeden Fall nach den Ereignissen aus Eine Braut, für die man mordet statt, da Dwight bereits operiert wurde.
Bei der Datierung im Verhältnis zu Band 3 verweisen der Cross Cult Promotext im 2006er Programm sowie die Inhaltszusammenfassung auf der Verlagshomepage darauf, dass die „Ereignisse aus ‚Das große Sterben’ wieder auf[genommen werden]“. Dafür würde sprechen, dass Dwight auf jeden Fall verhindern will, dass Miho die Polizistin am Anfang des Plots tötet.
Dagegen würde sprechen, dass die auf Seite 133 (bei Einmal Hölle und zurück) erschossene Prostituierte starke äußerliche und charakterliche Überschneidungen (Alkoholproblem, Ausdrucksweise) mit Peggy aus der Kneipe zu Beginn von Familienbande hat und Peggy noch ganz gezielt bei Einmal Hölle und zurück (S. 64) in die Geschichte hinein geschrieben wurde.
Eventuell gibt es hier einen Fehler in der inneren Logik der Comics.
Das große Sterben (3) findet komplett nach den Ereignissen des zweiten Bandes statt. Dwight wurde bereits umoperiert, Manute hat Ersatz für sein ihm im zweiten Teil entrissenes Auge und einen neuen Arbeitgeber (S. 108 ff.) gefunden. Es fällt auf, dass Gail – und nicht mehr Wendy – die Damen anzuführen scheint.
In Und hinter Tür Nummer drei … (aus 6) schließlich trägt Wendy Marvs Kreuz-Kette, die er ihr höchstwahrscheinlich bei ihrem Besuch in der Todeszelle gegeben hat. Damit ist diese Geschichte die neueste aus Sin City.
Die Kurzgeschichten Ratten und Daddys kleines Mädchen aus Bräute, Bier und blaue Bohnen (6) haben inhaltlich keinen Bezug zu den anderen Geschichten. Vielleicht handelt es sich bei dem Killer aus Ratten, der am Ende den Nazi tötet, um den Unterweltkönig Wallenquist, der jeweils Kurzauftritte in Eine Braut für die man mordet und am Ende von Einmal Hölle und zurück hat, woraus sich jedoch für die Chronologie keine Rückschlüsse ziehen lassen.